# Jon Mikl Thor

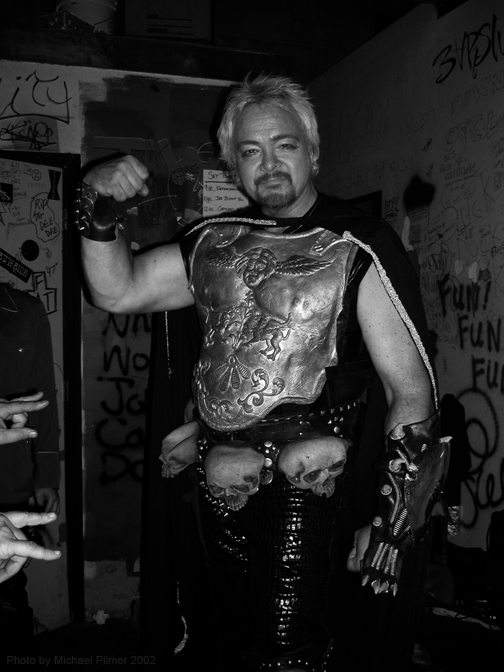
Jon Mikl Thor (2002)

	Jon David Mikl „Thor“ (* 1953 in Vancouver, British Columbia) ist ein kanadischer Bodybuilder, Sänger und Frontmann der Band Thor, Musiker, Filmkomponist und Schauspieler.

## Leben
Mikl ist der erste Kanadier, der sowohl den Titel des Mr. Canada als auch den Mr. USA-Titel erhielt. Weltweit gewann er gut 40 Preise als Bodybuilder.
Mikl schuf 1973 das Konzept des Thor. Er kombinierte Bodybuilding-Elemente mit Musik und Verkleidungen. Auf der Bühne verbog er Stahlstangen mit den Zähnen oder zertrümmerte feste Betonblöcke mit einem Vorschlaghammer vor seiner Brust. 1976 gründete er die gleichnamige Heavy-Metal-Band, die bis 1986 bestand und 1997 neugegründet wurde. In den 1970er und 1980er Jahren hatte die Gruppe mehrere Tourneen in Kanada und den USA. 2011 folgte eine Tour durch Skandinavien.
Mitte der 1980er Jahre, nach der Auflösung der Band, begann er in einer Reihe von Filmen mitzuwirken wie 1986 in Die Chaoten-Cops oder 1987 in den beiden Horrorfilmen Im Angesicht der Hölle und Zombie Nightmare. Für ersteren Film war er zusätzlich für die Musik, die Produktion und das Drehbuch, im letzteren Film war er für die Filmmusik verantwortlich. 2002 komponierte er für den Spielfilm Fubar die Filmmusik. 2015 erschien die Dokumentation I Am Thor die über ihn und seine Band handelt.

## Filmografie

### Schauspieler
- 1986: Die Chaoten-Cops (Recruits)
- 1987: Im Angesicht der Hölle (Rock 'n' Roll Nightmare)
- 1987: Zombie Nightmare
- 2003: Graveyard (Kurzfilm)
- 2005: Murder at the Presidio (Fernsehfilm)
- 2005: Intercessor: Another Rock ’n’ Roll Nightmare
- 2007: A Family Lost (Fernsehfilm)
- 2021: Pact of Vengeance

### Filmkomponist
- 1987: Im Angesicht der Hölle (Rock 'n' Roll Nightmare)
- 1987: Zombie Nightmare
- 2002: Fubar
- 2003: Graveyard (Kurzfilm)
- 2008: Sharp as Marbles
- 2015: I Am Thor

### Produktion
- 1987: Im Angesicht der Hölle (Rock 'n' Roll Nightmare) (auch Drehbuch)
- 2005: Intercessor: Another Rock 'N' Roll Nightmare